# Lázaro Álvarez
Lázaro Álvarez, född 28 januari 1991 i Pinar del Río, Kuba, är en kubansk boxare som tog OS-brons i bantamviktsboxning 2012 i London. Vid olympiska sommarspelen 2016 i Rio de Janeiro tog han en bronsmedalj i lättvikt.